# Pueblo hausa
Los hausa son el mayor grupo étnico de África Occidental. Son un pueblo Saheliano ubicado mayoritariamente en el norte de Nigeria y en el sureste de Níger, pero tienen una presencia significativa también en diferentes regiones de Camerún, Ghana, Costa de Marfil, Chad y Sudán. Existen comunidades predominantemente hausa diseminadas por toda África Occidental y en la tradicional ruta Hajj a través del Desierto del Sahara, especialmente alrededor de la ciudad de Agadez. Unos pocos hausa se han desplazado hacia importantes ciudades costeras de la región como Lagos, Acra, Uagadugú, Kumasi y Cotonú, así como a otros países como Libia. No obstante, la mayoría de hausas permanecen en pequeñas ciudades y pueblos, donde cultivan cereales y mantienen ganado. Hablan la lengua hausa, una lengua afroasiática del grupo chádico.

## Historia y cultura
Kano, al norte de Nigeria, está considerado el centro comercial y cultural del pueblo hausa. En términos de relaciones culturales con otros pueblos de África Occidental, los hausas se emparentan cultural e históricamente con los fulani, songhai y tuareg, así como con otros grupos afroasiáticos y nilo saharianos más hacia el este, en Chad y Sudán. La ley islámica Sharia se aplica de forma moderada en esta tierra, y es conocida por cualquier practicante del Islam. En hausa se conoce como Mallam.

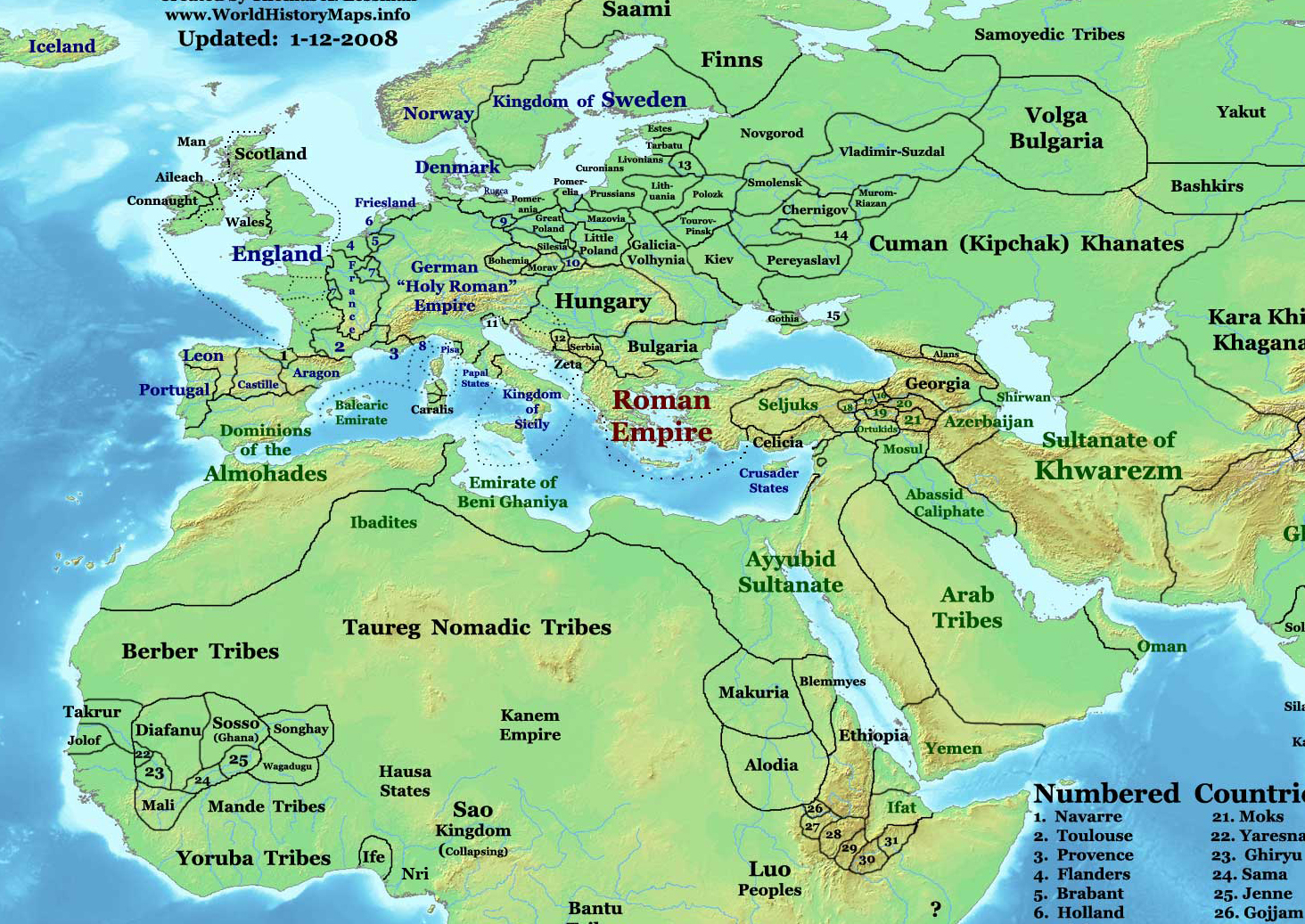
Europa, Áfica y Oriente Próximo hacia el año 1200 DC, mostrando los estados hausa y sus vecinos.

Entre los años 500 y 700 DC los pueblos hausa, que se habían estado moviendo despacio pero progresivamente hacia el oeste desde el Sahel y mezclándose con poblaciones locales del centro y norte de Nigeria, establecieron varias ciudades estado, conocidas como reinos hausa, en lo que es actualmente el norte y centro de Nigeria y el este de Níger. Con la decadencia de la cultura Nok y Sokoto, que habían controlado anteriormente Nigeria central y del norte entre los años 800 AC y 200 DC, los hausas lograron emerger como la nueva potencia en la región. Emparentados con los kanuri del Imperio de Kanem (Lago Chad), la aristocracia hausa adoptó el Islam en el siglo XI DC. 
Hacia el siglo XII, los hausas se habían convertido en una de las principales potencias de África. La arquitectura hausa es quizá una de las menos conocidas, pero más hermosas, de la Edad Media. Buena parte de sus mezquitas más tempranas y palacios son luminosos y coloridos, y suelen incluir intrincados grabados o elaborados símbolos diseñados sobre la fachada. 
Hacia el año 1500 los hausas utilizaban una forma de escritura árabe modificada, conocida como alfabeto ajami, para registrar su propio lenguaje. El hausa compilaba diferentes historias escritas, la más popular de las cuales es la Crónica de Kano

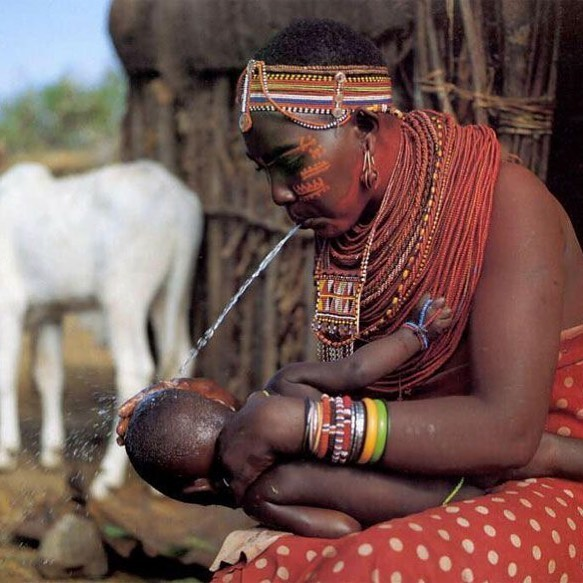
Mujer hausa con un niño.

En 1810 los fulani, otro grupo étnico africano y musulmán que se expandió a través de África Occidental, invadió los estados hausa. Su similitud cultural permitió una significativa integración entre ambos grupos, llegándose a denominarse en tiempos modernos como "Hausa-Fulani" en vez de considerarse como grupos individuales, de hecho fulanis de la región no se ven a sí mismos como diferentes a los hausa.
Los hausas siguen siendo una etnia preeminente en Níger y en el norte de Nigeria. Su impacto en Nigeria es muy importante, ya que la amalgama hausa-fulani ha controlado la política nigeriana durante la mayor parte de su historia independiente. Siguen siendo una de las civilizaciones más grandes y con mayor enraizamiento de África Occidental.

## Religión
A través de los años, los hausas han mantenido lazos con diferentes pueblos como los tuareg, los bereberes y los árabes, así como con otros pueblos islamizados de África Occidental como los mandé, los fulani e incluso los wolof de Senegambia. El Islam ha estado presente en tierra hausa desde el siglo XI, pero normalmente se circunscribía al ámbito de los gobernantes y de sus cortes. Las yihads llevadas a cabo por Usman dan Fodio en los siglos XVIII y XIX llevaron a la conversión forzosa, la esclavitud o la muerte de los que mantenían prácticas religiosas tradicionales diferentes del Islam. Las áreas rurales mantuvieron en general sus creencias animistas, que se combinaban con la práctica musulmana. Las diferentes escuelas de pensamiento musulmán de principios del siglo XIX desaprobaban esta forma de religión híbrida, y el deseo de reforma fue el principal elemento que llevó a la formación del Califato de Sokoto. Solo tras la formación de este estado puede decirse que el islam termina de enraizarse de modo definitivo y firme en las áreas rurales. Los pueblos hausas han constituido un importante factor para la expansión del Islam en África Occidental.
Maguzawa, la religión animista, se practicaba de forma generalizada con anterioridad al islam. En las zonas más remotas del área de los hausas se ha mantenido intacta, pero a medida que nos acercamos a las zonas urbanas prácticamente desaprece. En las zonas más pobladas solo queda el "culto de la posesión espiritual", conocido como Bori, que todavía conserva algunos elementos de la antigua religión animista y mágica.

## Vestimenta
Los pueblos hausas tienen un código de vestimenta bastante restrictivo por motivos religiosos. Los hombres son fácilmente reconocibles por el uso de elaborados vestidos, hechos a partir de una bata conocida como Babban riga y una toga llamada jalabia y juanni. Estas largas batas suelen llevar elaborados diseños bordados alrededor del cuello. Los hombres también utilizan coloridas capas bordadas conocidas como fula, y dependiendo del lugar y la ocupación, pueden llevar un turbante de estilo tuareg para cubrir su rostro. Las mujeres pueden ser identificadas por llevar trajes de paño llamados abaya hechos con coloridas telas, blusas a juego, pañuelo en la cabeza y chal.

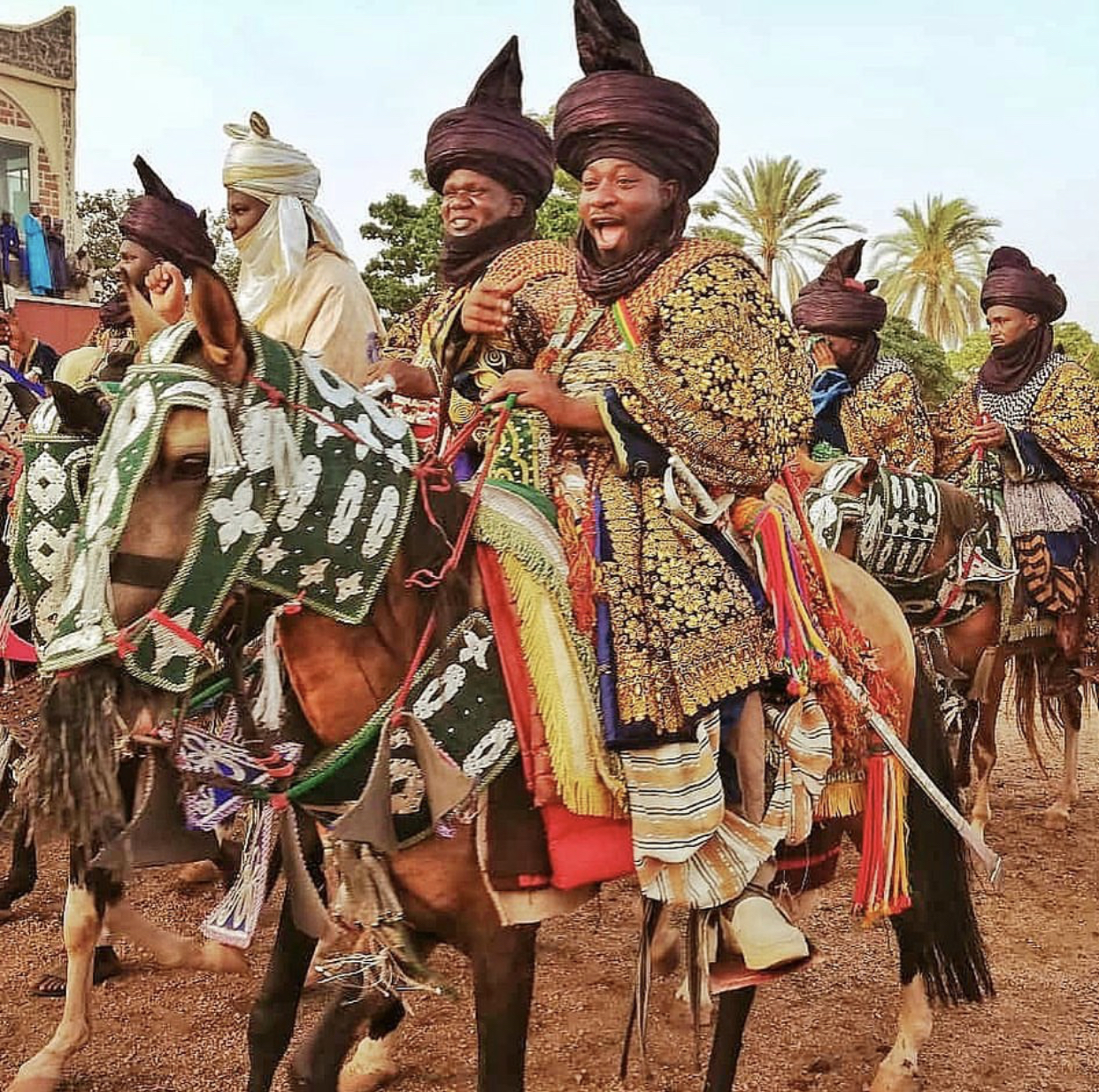
Vestimentas ceremoniales hausa.

Los hausas eran famosos en la Edad Media, siendo caracterizados de modo habitual por sus vestimentas en azul índigo y sus emblemas. Tradicionalmente montaban Camellos del Sahara y Caballos Árabes.

## Comida
La comida más común entre los hausas está basada en cereales como el sorgo, el mijo, el arroz o el maíz, utilizados en la cocina como harina. La comida se denomina popularmente tuwo en la lengua hausa.
Generalmente, el desayuno está basado en pasteles hechos de judías, que se fríen y se conocen como kosai, o harina remojada durante un día y entonces frita y servida con azúcar, conocida como funkaso. Estos dos pasteles pueden servirse con gachas y azúcar, conocido como koko. En la comida o en la cena suele servirse unas potentes gachas con sopa y estofado, que se conocen como tuwo da miya. La sopa y el estofado suelen prepararse con tomates, cebollas y una salsa de pimienta local llamada daddawa. Cuando se prepara la sopa, suelen añadírsele especias y otros vegetales como espinacas, calabaza o quimbombó. El estofado se prepara con carne, que puede ser de cabra o de vaca, pero no de cerdo como consecuencia de las restricciones religiosas del Islam. Las judías, los cacahuetes y la leche también se sirven como complemento proteínico en la dieta de las gentes hausa.

## Población

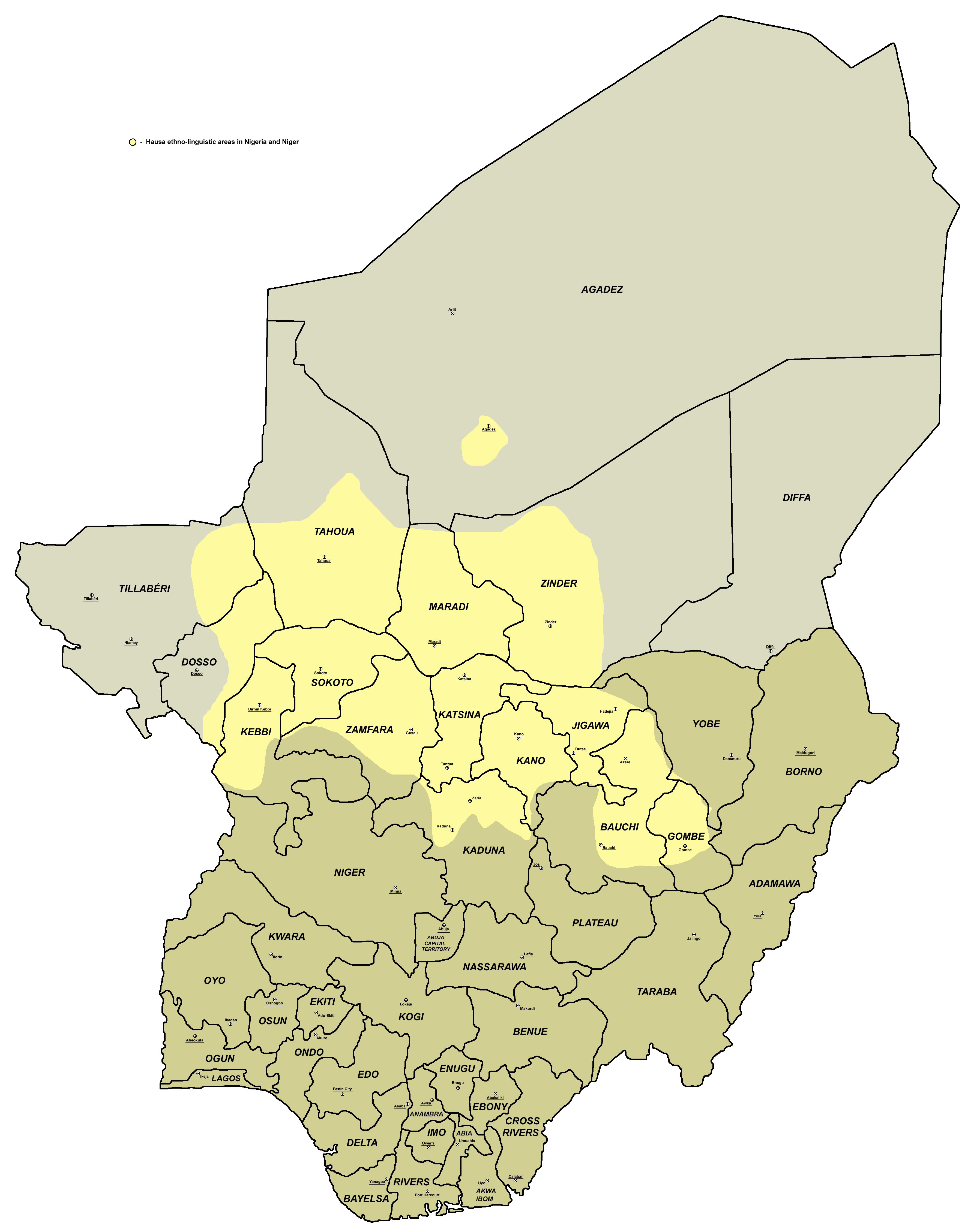
Hausas en Níger y Nigeria (en amarillo).

A continuación se recoge la población hausa por país:
| País         | Población  |
| ------------ | ---------- |
| Benín        | ?          |
| Burkina Faso | 500        |
| Camerún      | 23.500     |
| Ghana        | ?          |
| Níger        | 5.000.000  |
| Nigeria      | 18.525.000 |
| Sudán        | 418.000    |
| Togo         | 9600       |

## Bandera étnica hausa
Una bandera étnica para el pueblo hausa propuesta es un estandarte con cinco bandas horizontales que, de arriba abajo, son de color rojo, amarillo, azul índigo, verde y beige kaki. Ninguna entidad política utiliza esta bandera.